# The Song Remains Insane
The Song Remains Insane – pierwszy album DVD amerykańskiej grupy muzycznej Soulfly.

## Lista utworów
Utwory koncertowe
1. "Prophecy"
2. [Eye for an Eye "
3. "Living Sacrifice"
4. "Bring It"
5. "Refuse/Resist"
6. "Execution Style"
7. "Seek 'n' Strike"
8. "Roots Bloody Roots"

Teledyski
1. "Bleed"
2. "Back to the Primitive"
3. "Seek 'n' Strike"
4. "Prophecy"

Bonusowe wideoklipy
1. "Attitude"
2. "First Commandment"
3. "No Hope = No Fear"

Bonusowe utwory
1. "Blow Away" (Ruff Mix)